# Vârvoru de Jos
Vârvoru de Jos é uma comuna romena localizada no distrito de Dolj, na região de Oltênia. A comuna possui uma área de 110.50 km² e sua população era de 2979 habitantes segundo o censo de 2007.